# La Guerre (Chagall, 1943)
Pour les articles homonymes, voir La Guerre.
La Guerre est un tableau réalisé par le peintre français Marc Chagall en 1943. Cette huile sur toile représente des attelages s'envolant devant un paysage urbain enneigé. Partie des collections du musée national d'Art moderne, à Paris, elle se trouve en dépôt au musée d'Art moderne de Céret depuis 1995.